# Friends (canción de Justin Bieber y BloodPop)
«Friends» es una canción producida por el cantante canadiense, Justin Bieber y el productor récord estadounidense y compositor, BloodPop. Fue escrito por Bieber, Julia Michaels, Justin Tranter y BloodPop, con la producción manejada por BloodPop. La canción fue lanzada a través de GENPOP Corporation, RBMG Records, School Boy Records, Def Jam Recordings y Republic Records el 17 de agosto de 2017. Es el primer sencillo de Bieber acreditado como artista principal para ser lanzado en más de un año, siendo el anterior "Company", el cual fue lanzado en marzo de 2016 para su álbum de estudio Purpose (2015). "Friends" se ubicó en número dos en el UK Singles Chart y número 20 en la Billboard Hot 100. El 20 de octubre de 2017, Bieber lanzó una versión remix de la canción que presenta a la cantante y compositora estadounidense, Julia Michaels.

## Antecedentes
En julio, Bieber les hizo escuchar a los fanáticos un clip de la canción en el  Aeropuerto de Milán. El 13 de agosto de 2017, Bieber primero hizo una broma sobre el sencillo al tuitear: "Todavía podemos ser amigos". El 14 de agosto de 2017, Bieber anunció un próximo lanzamiento en Twitter e Instagram, la obra de arte acompañada presentó una ilustración monocromática de dos pájaros que desgarran un gusano en frente del texto resaltador amarillo, subtítulos: "Nueva música, jueves al mediodía". Julia Michaels y Justin Tranter más tarde revelaron en redes sociales que ellos habían coescrito el sencillo.

## Posicionamiento en listas
| Lista (2017–18)                           | Mejor posición |
| ----------------------------------------- | -------------- |
| Argentina (Monitor Latino)                | 16             |
| Australia (ARIA)                          | 2              |
| Austria (Ö3 Austria Top 40)               | 2              |
| Bélgica (Flandes) (Ultratop 50)           | 15             |
| Bélgica (Valonia) (Ultratop 50)           | 27             |
| Brasil (Brasil Hot 100 Airplay)           | 79             |
| Canadá (Canadian Hot 100)                 | 4              |
| Costa Rica (Monitor Latino)               | 12             |
| Croatia Airplay (HRT)                     | 10             |
| República Checa (Rádio Top 100)           | 24             |
| República Checa (Singles Digitál Top 100) | 3              |
| Dinamarca (Tracklisten)                   | 1              |
| Ecuador (National-Report)                 | 49             |
| El Salvador (Monitor Latino)              | 11             |
| Euro Digital Songs (Billboard)            | 3              |
| Finlandia (OFC)                           | 2              |
| Francia (SNEP)                            | 8              |
| Alemania (Media Control AG)               | 4              |
| Greece Digital Songs (Billboard)          | 2              |
| Honduras (Monitor Latino)                 | 5              |
| Hungría (Rádiós Top 40)                   | 16             |
| Hungría (Single Top 40)                   | 5              |
| Hungría (Stream Top 40)                   | 3              |
| Irlanda (IRMA)                            | 4              |
| Israel (Media Forest TV Airplay)          | 1              |
| Italia (FIMI)                             | 10             |
| Japón (Japan Hot 100)                     | 22             |
| Letonia (Latvijas Top 40)                 | 4              |
| Líbano (Lebanese Top 20)                  | 1              |
| Malaysia Streaming (RIM)                  | 5              |
| Mexico Airplay (Billboard)                | 5              |
| Mexico Airplay (Monitor Latino)           | 9              |
| Países Bajos (Dutch Top 40)               | 6              |
| Países Bajos (Mega Top 50)                | 11             |
| Países Bajos (Mega Single Top 100)        | 5              |
| Nueva Zelanda (Recorded Music NZ)         | 2              |
| Noruega (VG-lista)                        | 1              |
| Polonia (Polish Airplay Top 100)          | 43             |
| Portugal (AFP)                            | 6              |
| Escocia (Scottish Singles Sales Chart)    | 4              |
| Eslovaquia (Rádio Top 100)                | 27             |
| Eslovaquia (Singles Digitál Top 100)      | 1              |
| Eslovenia (SloTop50)                      | 7              |
| España (Top 100 Canciones)                | 3              |
| Suecia (Sverigetopplistan)                | 2              |
| Suiza (Schweizer Hitparade)               | 3              |
| Reino Unido (UK Singles Chart)            | 2              |
| Uruguay (Monitor Latino)                  | 12             |
| Estados Unidos (Billboard Hot 100)        | 20             |
| Estados Unidos (Adult Contemporary)       | 25             |
| Estados Unidos (Adult Top 40)             | 17             |
| Estados Unidos (Hot Dance Club Songs)     | 42             |
| Estados Unidos (Mainstream Top 40)        | 11             |
| Estados Unidos (Rhythmic)                 | 19             |
| Venezuela (National-Report)               | 44             |